# جون فلوود (لاعب كرة قدم)
جون فلوود (بالإنجليزية: John Flood)‏ هو لاعب كرة قدم بريطاني، ولد في 21 أكتوبر 1932 في ساوثهامبتون في المملكة المتحدة. لعب مع أكسفورد يونايتد ونادي بورنموث ونادي ساوثهامبتون.